# Лазар Комарчић
Лазар Комарчић (Глог, Прибој, 9/21. јануар 1839 — Београд, 9/22. јануар 1909) био је српски новинар и књижевник. Понекад је писао под псеудонимом Дегиљ.

## Биографија
Као дете се преселио у Ваљево и тамо радио као шегрт, зидар и сеоски механџија.
Завршио је учитељску школу и добио учитељско место у Липама код Смедерева.
Као новинар, најпре је сарађивао у листу Србија око кога се седамдесетих година окупљала напредна омладина Србије, а затим и у листовима Будућност, Исток, Нови Завет и Видело. Покренуо је и сопствени лист Збор у Крагујевцу 1875. године, и у њему износио своје политичке погледе који су тада били под утицајем социјалистичке мисли Светозара Марковића.
Након тога враћа се у Београд и добија уредничко место у листовима „Будућност”, „Нови завет”. Године 1880. постављен је за коректора Државне штампарије у Београду, а 1881. године за уредника листа Видело.
Написао је 1902. први српски научно-фантастични роман Једна угашена звезда, који се уз драму Драгутина Илића После милијон година (1889) сматра за темељ модерне српске научне фантастике.
Роман Један разорени ум је 1893. наградила је Српска краљевска академија, а запажена је била и збирка приповедака Записник једног покојника. Написао је и романе Драгоцена огрлица (1880), Два аманета (1893), Просиоци (1905). Ови романи имају криминалистички заплет и спадају међу прве такве врсте на српском језику. Целокупно књижевно дело Лазара Комарчића није искључиво научно фантастично, већ има и особине романтичарске и реалистичке књижевности.
За разлику од Жила Верна и Х. Џ. Велса готово да је потпуно заборављен.
Друштво љубитеља фантастике „Лазар Комарчић“ које је основано 1981. године негује научну фантастику и за име свог друштва је узело име једног од првих људи који су писали научну фантастику у српским и јужнословенским крајевима.

### Романи
- Драгоцена огрлица, 1880.
- Два аманета, 1893.
- Један разорени ум, 1893.
- Мој кочијаш : слике 1883 године, 1887.
- Једна угашена звезда, 1902.
- Просиоци, 1905.
- Мученици за слободу, 1907.

### Збирке приповедака
Приповетке Лазе Комарчића, 1894. које садрже приче: 
- Записник једног покојника
- Последње збогом
- Шах-мат!

### Остало
Испод Букуље